# Amata hyalipennis
Amata hyalipennis är en fjärilsart som beskrevs av Rudolph van Eecke 1920. Amata hyalipennis ingår i släktet Amata och familjen björnspinnare. Inga underarter finns listade i Catalogue of Life.